# Cunonia deplanchei
Espèce
Classification APG III (2009)
Cunonia deplanchei est une espèce de la famille des Cunoniaceae. Elle est endémique de Nouvelle-Calédonie.